# Prenj
El Prenj es un macizo de montañas en los Dinarides de Bosnia y Herzegovina. El punto culminante es el Zelena Glava («Cabeza verde»), con 2.155 m s. n. m. de altitud y posee al menos una docena de picos que sobrepasan los dos mil metros. Son adecuados para la escalada y casi vírgenes.

## Geografía

### Topografía
El macizo de Prenj se encuentra situada en el codo formado por el valle medio del Neretva al nivel del lago de Jablanica y de la localidad de Konjic, al norte. Su relieve está caracterizado por picos relativamente agudos y de profundos valles cortados en la caliza.

### Principales cumbres

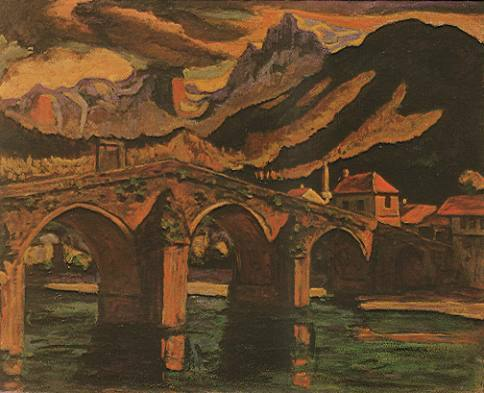
El Viejo puente de Konjic, óleo sobre cartón de Lazar Drljaca 1930.

- Zelena Glava, 2155 m s. n. m.
- Lupoglav, 2102 m s. n. m.
- Osobac, 2099 m s. n. m.
- Otis, 2097 m s. n. m.
- Vjetreno Brdo, 2088 m s. n. m.
- Botini, 2050 m s. n. m.
- Herac, 2046 m s. n. m.
- Vidina Kapa, 2032 m s. n. m.
- Velika Kapa, 2008 m s. n. m.
- Cvitina, 2000 m s. n. m.

### Flora y fauna
El macizo alberga entre otros águilas y gamuzas.